# Борисов, Юрий Николаевич (металлург)
Юрий Николаевич Борисов (17 февраля 1938, Карачев, Брянская область, РСФСР — 20 апреля 2016, Санкт-Петербург, Российская Федерация) — советский украинский металлург, учёный, генеральный директор Днепровского металлургического комбината (1990—1994).

## Биография
В 1961 году после окончания Ждановского металлургического института работал на Ждановском металлургическом заводе имени Ильича подручным сталевара мартеновского цеха, инженером, начальником отдела оборудования управления капитального строительства, начальником смены конвертерного цеха.
С 1966 года в командировке в Болгарии для оказания технической помощи в пуске конвертерного цеха на Кремиковском металлургическом комбинате. В 1968 году переведён на Западно-Сибирский металлургический завод: заместитель начальника, с 1972 начальник конвертерного цеха № 2, главный сталеплавильщик, начальник производственного отдела.
В 1979 г. переведён на Череповецкий металлургический завод на должность главного специалиста по конвертерному производству.
- 1980—1982 гг. — главный инженер Ждановского металлургического завода имени Ильича.
- 1982—1986 гг. — заместитель главного инженера по конвертерному производству Днепровского металлургического комбината;
- 1986—1990 гг. — директор Енакиевского металлургического завода;
- 1990—1994 гг. — генеральный директор Днепровского металлургического комбината.

На всех заводах, где работал на руководящих должностях, строил новые конвертерные цеха.
Кандидат (1982), доктор (1992) технических наук.

## Награды
- Премия Совета Министров СССР;
- Заслуженный работник промышленности Украинской ССР;
- орден Трудового Красного Знамени.
- медаль «За трудовую доблесть»
- медали ВДНХ.